# Morarji Desai
Morarji Desai (Valsad (Brits-Indië), 29 februari 1896 – New Delhi (India), 10 april 1995) was een Indiaas politicus. Hij was van 1977 tot 1979 premier van India.

## Levensloop
Desai werd geboren als de oudste van acht kinderen en zoon van een schoolmeester. Hij studeerde aan Wilson College in Mumbai en kwam daarna te werken als belastingambtenaar bij de overheid. Hij voelde zich aangesproken door het geweldloos verzet dat Mahatma Gandhi gebruikte in zijn strijd voor de onafhankelijkheid van India en werd actief in de onafhankelijkheidsbeweging. Desai zat meerdere jaren gevangen. Zijn heldere geest en krachtige manier van leidinggeven zorgden ervoor dat hij uitgroeide tot een van de belangrijkste leiders van de Congrespartij in Gujarat. Hij werd bij regionale verkiezingen in 1934 en 1937 gekozen als minister van Economische Zaken en minister van Interne Zaken van de provincie Bombay, Na de Indiase onafhankelijkheid werd hij zelfs premier. Die functie bekleedde hij van 1952 tot 1956.
In die periode was er een conflict gaande omdat de staat tweetalig was. De twee belangrijkste talen waren Gujarati en Marathi. Beide groepen wilde dat er aparte deelstaten gevormd zouden worden. Desai was hier tegenstander van en zag juist een toekomst voor een verenigd, kosmopolitisch Bumbai. Hij gaf de politie de opdracht op te vuren op een groep Marathi-sprekende demonstraten. Honderdvijf mensen kwamen daarbij om. Uiteindelijk kreeg hij niet zijn zin want Bombay werd opgedeeld in twee aparte deelstaten, Gujarat en Maharashtra
Premier Jawaharlal Nehru vroeg hem in 1958 als minister van Financiën in zijn kabinet. Desai was het niet eens met Nehru's socialistische politiek en werd gezien als een potentiële opvolger voor de premier die steeds meer met zijn gezondheid kwakkelde. Na de dood van Nehru in 1964 moest hij het echter afleggen tegen Lal Bahadur Shastri. Diens plotselinge dood 18 maanden later bood Desai een nieuwe kans, maar nu gaf de partij de voorkeur aan Nehru's dochter Indira Gandhi. Hij bleef onder haar dienen als vicepremier en minister van Financiën, totdat Gandhi die portefeuille in 1969 van hem overnam. Zij nationaliseerde alle banken. Desai nam afstand en stapte uit de regering. Hij voegde zich bij een fractie binnen de Congrespartij die het niet eens was met Gandhi's beleid. Zij vormde een eigen partijorganisatie en won zo de verkiezingen van 1971. Desai behield bij dezelfde verkiezingen nog wel zijn zetel in het parlement. Premier Gandhi werd door een rechtbank in 1975 veroordeeld voor electorale fraude. Zij reageerde daarop door de Noodtoestand uit te roepen. Samen met een groot aantal andere leden van de oppositie werd Desai gevangengezet.
Gandhi beëindigde de noodtoestand in 1977 en schreef nieuwe verkiezingen uit. Desai maakte intussen onderdeel uit van de Janata-partij, een coalitie van verschillende oppositiepartijen. Deze partij won de verkiezingen en Desai trad aan als de eerste premier die niet lid was van de Congrespartij.
Als premier haalde Desai de banden Pakistan aan. De diplomatieke relaties met China werden weer hersteld. Verder maakte zijn regering het moeilijker voor een politiek leider om opnieuw de noodtoestand uit te roepen. Tegelijkertijd was er binnen zijn eigen coalitie veel onrust en onderlinge strijd. Ook pogingen om Indira Gandhi en andere Congresleiders te berechten voor hun handelen tijdens de Noodtoestand werkte averechts en de publieke opinie keerde zich langzaam tegen de regering.
Verschillende politici zegden in 1979 het vertrouwen op in de regering. De belangrijkste reden was dat meerdere partijprominenten ook lid waren van een andere partij. Met zijn opstappen als premier eindigde ook zijn carrière. Hij voerde nog wel campagne tijdens de parlementsverkiezingen in 1980, maar was geen kandidaat meer. Vijftien jaar later overleed hij op 99-jarige leeftijd.
Jawaharlal Nehru · Gulzari Lal Nanda · Lal Bahadur Shastri · Indira Gandhi · Morarji Desai · Chaudhary Charan Singh · Rajiv Gandhi · Vishwanath Pratap Singh · Chandra Shekhar · Narasimha Rao · Atal Bihari Vajpayee · Haradanahalli Dodde Deve Gowda · Inder Kumar Gujral · Manmohan Singh · Narendra Modi
- Bibliothèque nationale de France: cb12160714g (data)
- Gemeinsame Normdatei: 119173751
- International Standard Name Identifier: 0000 0000 8405 4081
- Library of Congress Control Number: n50001614
- National Archives and Records Administration: 10581413
- Nationale Bibliotheek van Tsjechië: kv2009520875
- Nationale Bibliotheek van Israël: 987007587502205171
- Nederlandse Thesaurus van Auteursnamen: 069325367
- SNAC: w6r819fb
- Système universitaire de documentation: 030128854
- Trove: 1204811
- Virtual International Authority File: 107592201
- WorldCat: E39PBJxrTJKdvMVPFG99TYVDMP